# 曼托瓦
曼托瓦/曼图亚（義大利語：Mantova），是意大利伦巴第大区曼托瓦省省会。

## 历史
公元前70年，古罗马诗人维吉尔出生于曼托瓦附近。在但丁的神曲中，維吉爾認為自己的故鄉是底比斯的盲眼預言者特伊西亞斯之女曼托（Manto）修練魔法的地方。
1341年，曼托瓦城邦向巴伐利亚公国宫廷派遣大使，被认为是现代意义上的大使的起源。
1796年，拿破仑率领的法国军队在此与奥地利军队发生激战，数月后奥地利人献城投降。

## 景點
- 得特宮
- 公爵宮
- 聖安德肋聖殿
- 曼托瓦主教座堂
- 聖老楞佐圓形堂
- 比別納劇院
- 達爾科宮
- 執政官宮

## 名人
- 維吉爾
- 巴爾達薩雷·卡斯蒂利奧內
- 基諾·法諾
- 阿尔弗雷多·古佐尼
- 阿尔贝托·约里

## 友好城市
- 法國 沙勒维尔-梅济耶尔
- 法國 讷韦尔